# Флейта-пикколо
Фле́йта-пи́кколо, малая флейта (итал. flauto piccolo) — разновидность современной флейты верхнего регистра. Диапазон: ре второй — до пятой октавы. Нотируется октавой ниже реального звучания. Вместе с большой и альтовой флейтой используется в симфоническом оркестре.

## История
Предшественником флейты-пикколо является флажолет, который широко использовался в средние века в военной музыке. Собственно флейта-пикколо была сконструирована в XVIII веке и на рубеже XVIII—XIX веков вошла в состав симфонического оркестра, где стала одним из самых высоких по регистру инструментов. В военных и духовых оркестрах XIX века часто использовались флейты-пикколо в строе ре-бемоль (повсеместно в американских духовых оркестрах) или ми-бемоль, сегодня такие инструменты встречаются крайне редко.

## Описание
По сравнению с большой флейтой, звучание у пикколо более резкое и свистящее. Конструкция клапанного механизма одинаковая, однако сечение ствола имеет обратноконическую форму (у большой — цилиндрическую:74). Длина около 32 сантиметров (меньше в два раза). Состоит из головки и корпуса. Изготавливаются из металла, дерева и пластика.

## Сфера применения
Используется в симфоническом, духовом и других видах оркестров, в камерной музыке. Иногда как солирующий инструмент, например в произведениях: Вивальди — Концерт C-dur RV 443, Концерт C-dur RV 444, Концерт a-moll RV 445; Либерман — Концерт для флейты-пикколо с оркестром; Римский-Корсаков — «Белка» в опере «Сказка о царе Салтане»; Равель — Фортепианный концерт № 1; Щедрин — Фортепианный концерт № 4; Шостакович ― симфонии № 9 и № 10.
В симфоническом оркестре исполнитель на малой флейте в некоторых случаях может играть партию второй или третьей большой флейты, пока малая временно отложена в сторону.